# Menut
El Menut és un nanosatèl·lit artificial desenvolupat per la empresa Open Cosmos. Es tracta del segon satèl·lit que situa en l'òrbita la Generalitat de Catalunya dins de l'estratègia NewSpace conjuntament amb l'IEEC. El seu objectiu és la observació de la Terra, especialment de Catalunya per tal de recopilar dades amb les quals millorar la gestió del territori i ajudar a controlar i combatre els efectes de la crisi climàtica, per a tal fi comptarà amb una càmera que permetrà obtenir imatges amb una resolució de fins a 5m. El projecte ha comptat amb la col·laboració de l'ICGC.

## Llançament
El llançament inicialment estava planejat per a ser efectuat a finals del 2022 en un cosmòdrom rus, però es va suspendre per solidaritat amb Ucraïna. Finalment, s'acabà llançant el 3 de gener de 2023 des del Centre Espacial John F. Kennedy en un coet de SpaceX.
El 10 de febrer, el Menut va enviar amb èxit les primeres imatges, en escala de grisos, en el marc encara del seu procés de posada en funcionament.

## Característiques
Orbita a 530 km per sobre la superfície de la terra amb unes mides de 34x20x10cm, una velocitat d’uns 8 km/s, i passa per damunt de Catalunya cada 5 dies aproximadament.